# Стара скупштина у Крагујевцу
Стара скупштина у Крагујевцу представља непокретно културно добро као споменик културе од великог значаја, решењем Завода за научно проучавање споменика културе Београд бр. 1410, од 26. септембра 1958. године, а категорисана као културно добро од великог значаја за РС 7. априла 1979. године Службени Гласник РС, бр. 14/79.
Зграда Старе скуштине смештена је у порти Старе цркве и чини важан и нераскидив део овог историјски значајног и јединственог простора. У време владавине кнеза Милоша, пре подизања скупштинске зграде, овај део црквеног дворишта, служио је за одржавање говора и окупљање великаша.
Прва редовна скупштина на овом месту је одржана 1824. године, нешто касније је подигнута дрвена зграда, која је служила за одржавање скупштине, а тек 1859. године, саграђен је објекат, који је био најсличнији овом данашњем. На овом месту су 1878. године, прочитане одлуке Берлинског конгреса, на којем је Србија добила своју независност.
Архитектонски је веома једноставно решена, без икаквих посебних орнамената и украса. Основа јој је правоугаона, са два реда стубова, који деле унутрашњи простор објекта. Зидови су били украшени заставама и грбовима, а на западном делу је била смештена трибина. Зграда је зидана по свим правилима модерног европског грађевинарства. Израђена је од опеке и малтера, са накнадно дозиданим просторијама на западном делу. Краси је двосливан кров од бибер црепа. Због чињенице када је и како саграђена, спада у ред једне од првих зграда у Србији, која је настала у духу европске архитектуре.
Године 1880. згради је промењена намена, изглед јој је значајно измењен и дата је на коришћење Војно - техничком заводу, након тога је у њој био смештен депо Народног музеја Крагујевац док последњих година служи у репрезентативне сврхе.